# REEP Journal
La  Revista de política y economía ambiental  ( ' REEP ') es un diario semestral de economía ambiental publicado desde 2007 en Oxford. Es el diario oficial de la Asociación del Medio Ambiente y los Economistas (AERE) y complemento de otras revistas científicas de corte ambiental.
REEP es editado por un grupo de expertos en economía ambiental como Charles Kolstad de la Universidad de California, Santa Bárbara, junto con Robert Stavins Universidad de Harvard, Carlo Carraro de la Università Ca' Foscari de Venecia y Matthew Kahn de la Universidad de California, Los Ángeles. Los artículos publicados por el REEP generalmente son comisionados por los editores y típicamente son sometidos a revisión por pares anónimos. Teniendo en cuenta el requisito de que el material que aparece debe ser escrito para una audiencia no técnica y ser altamente legibles.